# Stirling-Rawdon
Stirling-Rawdon es un municipio canadiense situado en la provincia de Ontario.

## Superficie
Stirling-Rawdon tiene una superficie de 282,48 km².

## Demografía
En 2021, tenía 5015 habitantes, una densidad poblacional de 17,8 hab./km², y 2074 viviendas.